# بنگر (آلاباما)
بنگر (به انگلیسی: Bangor) یک منطقهٔ مسکونی در ایالات متحده آمریکا است که در آلاباما واقع شده‌است. بنگر ۱۴۵٫۰۹ متر بالاتر از سطح دریا واقع شده‌است.